# Kair

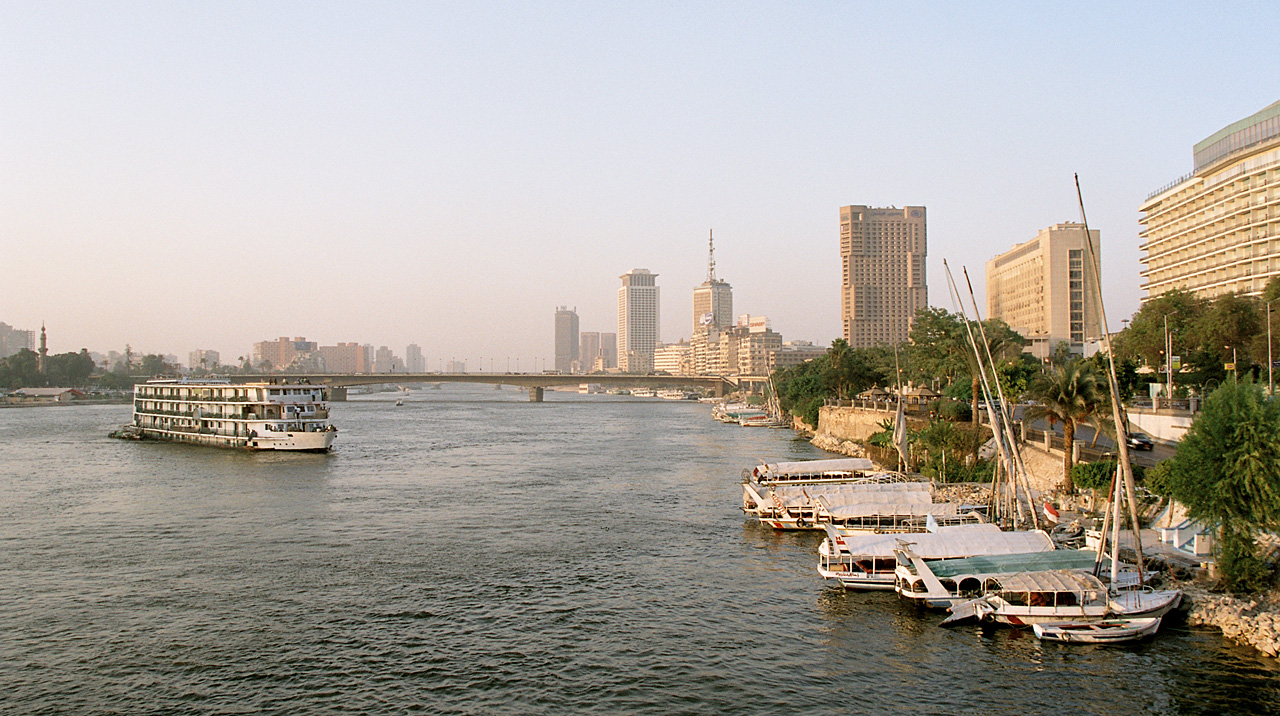
Nil w centrum Kairu

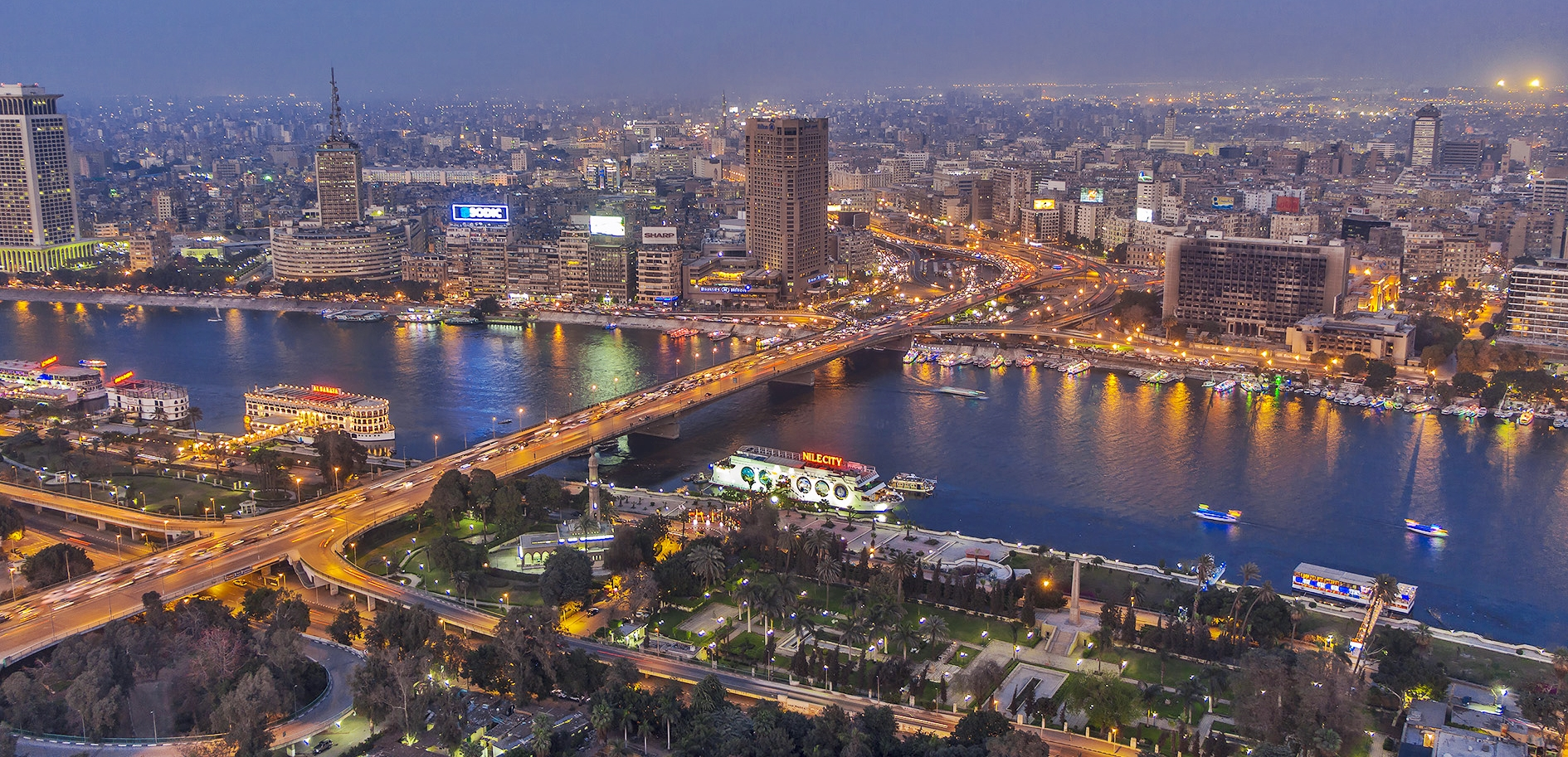
Kair wieczorem, widok z Wieży Kairskiej

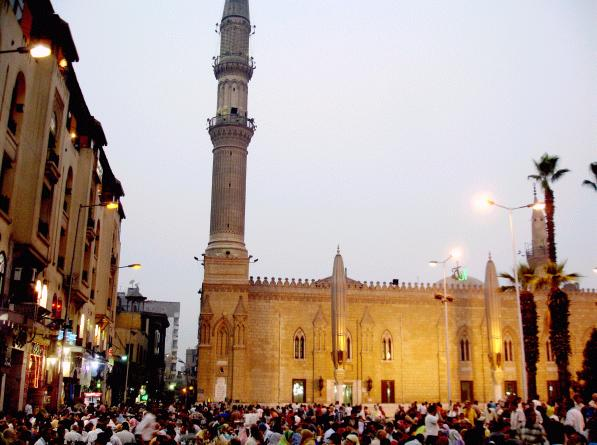
Kair, targ Chan al-Chalili

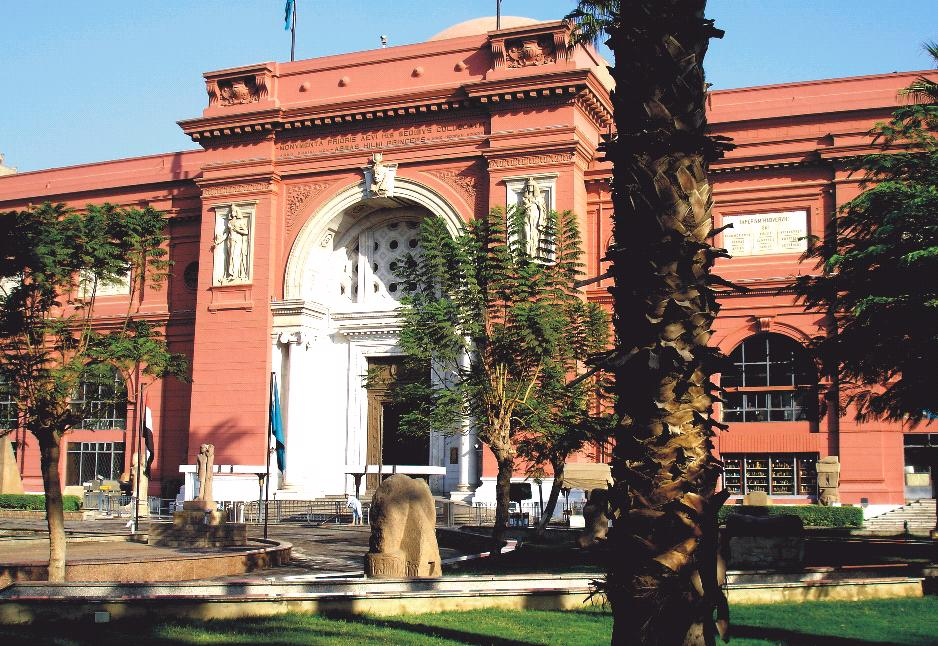
Muzeum Egipskie w Kairze

Kair (arab. ‏القاهرة‎, wymowa egipska [elqɑ(:)ˈheɾɑ], trl. Al-Qāhirah, trb. Al-Kahira) – stolica i najludniejsze miasto Egiptu (606 km², liczba ludności 19,5 mln stałych mieszkańców, zespół miejski 20,4 mln mieszkańców, tzw. Wielki Kair), największe miasto Bliskiego Wschodu, a do 2013 roku także Afryki. Nie ma dokładnych statystyk na temat liczby ludności Kairu. Powodują to ciągłe wędrówki mieszkańców. Szacuje się, że codziennie przybywa tu tysiąc nowych mieszkańców. Ponad 2 mln osób mieszka w tzw. Mieście Umarłych. Kair nazywany jest Miastem Tysiąca Minaretów lub Matką Świata. To największy ośrodek świata islamskiego. Położone jest nad Nilem.

## Nazwa
W języku arabskim literackim Kair określa się mianem „al-Qahira”, które nawiązuje do arabskiej nazwy planety Mars – Qahir al-Falak, i dosłownie tłumaczy się „zwycięska” (słowo „miasto” w języku arabskim jest rodzaju żeńskiego). Nazwa Al-Qahira została zniekształcona przez Wenecjan, którzy prowadzili tu w średniowieczu swoje interesy, i w takiej formie trafiła m.in. do języka polskiego. W dialekcie kairskim nazwa miasta (a także całego Egiptu) to „Masr”. Nazywane jest również „Miastem tysiąca minaretów”, „Matką Świata”, „Wielkim Mango”.

## Geografia
Wielki Kair leży po obu brzegach Nilu oraz na licznych wyspach na rzece, nieco na południe od miejsca, w którym Nil przechodzi w deltę. Metropolia składa się z dwóch miejskich guberni: Kairu i Gizy tworząc jeden organizm miejski. Miasto dzieli się na 14 dzielnic.
Najstarsza dzielnica miasta leży na wschodnim brzegu Nilu. Dalej, miasto rozpościera się na zachód, zajmując dawne tereny rolnicze. Zachodnie dzielnice zbudowano w XIX w., w nawiązaniu do wzorców zachodnioeuropejskich (m.in. Paryża po roku 1870), i dlatego więcej jest tam szerokich alei, zieleni i otwartych przestrzeni. Natomiast stare, wschodnie dzielnice, mają zupełnie odmienny wygląd: gęsta zabudowa, małe, zatłoczone alejki, kończące się często ślepymi zaułkami. Dlatego większość biur i budynków rządowych mieści się w zachodniej części miasta, a dzielnice wschodnie cechuje duża liczba zabytkowych meczetów.
Miasto rozszerza się także na tereny pustynne. Obydwa brzegi Nilu spięły mosty. Przy pomocy mostów połączyły się z lądem stałym również wyspy Gezira i Roda, na których mieści się większość obiektów rządowych. Ze wschodnich dzielnic, mostami, łatwo jest przedostać się do przedmieść na lewym brzegu: Gizy i Imbaby.
W Mieście Umarłych mieszka od 2 do 3 mln osób. To ciekawe i unikalne na skalę światową miejsce, omijane z daleka przez turystów, a nawet miejscowych. Stary cmentarz, leżący niedaleko Cytadeli Saladyna, zamieszkany jest przez kilka milionów ubogich muzułmanów. Zwykle każda rodzina ogradza murem niewielki kwartał z kilkoma grobami, czasem doprowadza prąd. Nagrobki służą za stoły i łóżka. Ludność utrzymuje się z przygodnych prac, żebraniny, sortowania śmieci. Wśród grobów wybudowano drogi, kursują autobusy, funkcjonują szkoły. Obcokrajowcy niemal tam nie zaglądają, gdyż Miasto Umarłych uchodzi za niezwykle niebezpieczne miejsce. Pomimo prób ich przesiedlenia do wybudowanych bloków na przedmieściach stolicy, postanawiają tu pozostać ze względu na bliskość centrum.
Na zachód od Gizy mieszczą się najsłynniejsze zabytki Egiptu: Sfinks i Wielkie Piramidy. Natomiast 18 km od Kairu leżą ruiny wielkich starożytnych miast: Memfis i Sakkary.

### Klimat
| Miesiąc                                                          | Sty  | Lut  | Mar  | Kwi  | Maj  | Cze  | Lip  | Sie  | Wrz  | Paź  | Lis  | Gru  | Roczna |
| ---------------------------------------------------------------- | ---- | ---- | ---- | ---- | ---- | ---- | ---- | ---- | ---- | ---- | ---- | ---- | ------ |
| Średnie temperatury w dzień [°C]                                 | 18.9 | 20.4 | 23.5 | 28.3 | 32.0 | 33.9 | 34.7 | 34.2 | 32.6 | 29.2 | 24.8 | 20.3 | 27,7   |
| Średnie dobowe temperatury [°C]                                  | 14.0 | 15.1 | 17.6 | 21.5 | 24.9 | 27.0 | 28.4 | 28.2 | 26.7 | 23.3 | 19.5 | 15.4 | 21,8   |
| Średnie temperatury w nocy [°C]                                  | 9.0  | 9.7  | 11.6 | 14.6 | 17.7 | 20.1 | 22.0 | 22.1 | 20.5 | 17.4 | 14.1 | 10.4 | 15,6   |
| Opady [mm]                                                       | 5.0  | 3.8  | 3.8  | 1.1  | 0.5  | 0.1  | 0.0  | 0.0  | 0.0  | 0.7  | 3.8  | 5.9  | 24,7   |
| Średnia liczba dni z opadami                                     | 3.5  | 2.7  | 1.9  | 0.9  | 0.5  | 0.1  | 0.0  | 0.0  | 0.0  | 0.5  | 1.3  | 2.8  | 14,2   |
| Wilgotność [%]                                                   | 59   | 54   | 53   | 47   | 46   | 49   | 58   | 61   | 60   | 60   | 61   | 61   | 56     |
| Średnie usłonecznienie [h]                                       | 213  | 234  | 269  | 291  | 324  | 357  | 363  | 351  | 311  | 292  | 248  | 198  | 3451   |
| Źródło: Światowa Organizacja Meteorologiczna, climate-charts.com |      |      |      |      |      |      |      |      |      |      |      |      |        |

## Historia

### Założenie i wczesna historia miasta
Pierwotne położenie Kairu nie było nad brzegiem Nilu. Na południe od dzisiejszego miasta znajdowała się stolica ówczesnego Egiptu, Memfis, założona w 2 połowie XXIX w. p.n.e, a na północ miasto kapłanów Heliopolis.
Pierwszą osadą położoną mniej więcej w tym samym miejscu co dzisiejszy Kair, był rzymski fort Babilon, założony w 150 roku n.e. Wokół fortu urosło małe miasto – Fustat, zamieszkane przez Koptów. W 642 roku arabskie wojska (pod dowództwem Amr Ibn al-Asa) zdobyły twierdzę i umocniły ją. Miasto zaczęło się szybko rozwijać. Niedługo potem powstał tu pierwszy w Afryce meczet. Była to główna siedziba sił zbrojnych Umajjadów i Abbasydów.
Powoli mała osada urosła w duże miasto. Od 973 roku był stolicą kalifatu fatymidzkiego. W tym samym roku został założony Meczet Al-Azhar. Miasto szybko stało się centrum filozofii i nauki. Uniwersytet Al-Azhar stał się centrum nauczania teologii islamskiej. Następni władcy rozbudowali uniwersytet. Według relacji Ibn Battuty w roku 1348 w mieście umierało z powodu czarnej śmierci 21 tys. osób dziennie.
W 1517 roku Kair został opanowany przez imperium osmańskie.

### Coraz większe wpływy Zachodu
Egipt został podbity przez wojska Napoleona w 1798 roku. 21 października tego samego roku w Kairze wybuchło powstanie. Francuska okupacja w tym mieście (i w całym Egipcie) zakończyła się szybko, bo 3 lata później. Pierwszą oznaką kopiowania wzorców z Zachodu była budowa linii kolejowej z Kairu do Aleksandrii w 1851 roku. Duże znaczenie miało także rozpoczęcie budowy Kanału Sueskiego, gdyż coraz więcej Europejczyków zaczęło mieszkać w Kairze. Później nastąpił wielki boom ekonomiczny, związany z handlem bawełną. Kiedy otwarto Kanał Sueski w 1869 roku, coraz więcej zagranicznych turystów gościło w Kairze.
Zamiast odrestaurować stare miasto, Muhammad Ali wolał stworzyć nowe dzielnice w zachodniej części. Wyznaczył on do tego zadania francuskich architektów. Zbudowano tam liczne luksusowe wille i apartamenty, oraz siedziby ministerstw. Niebawem po szerokich alejach zaczęły jeździć tramwaje.
W czasie okupacji wojsk brytyjskich i późniejszej kolonizacji trwała budowa nowych dzielnic. Skonstruowano nowoczesny kanał i dzielnice mogły powstawać również na terenach pustynnych. Zaludnienie miasta szybko wzrastało: z 374 000 w 1882 roku do 1 312 000 w 1937 roku. W mieście osiedlało się coraz więcej Europejczyków. Doprowadziło to do budowy katedr, które kontrastowały ze starymi, muzułmańskimi meczetami.

### Współczesny Kair
Kair nadal przyciąga rzesze imigrantów z rolniczych regionów, szukających pracy w mieście. W czasie wojny z Izraelem, do miasta przybyło wielu uchodźców, głównie z półwyspu Synaj.
Dzisiejszy Kair jest centrum świata arabskiego.
W XIX w. Kair stał się światowym centrum turystycznym. Bliskość znanych na całym świecie zabytków i duża liczba muzeów (m.in. znane Muzeum Egipskie) sprawiają, że turyści często odwiedzają to miasto.
W październiku 1992 roku podczas trzęsienia ziemi prawie 1000 osób zginęło pod gruzami niestarannie zbudowanych wieżowców i slamsów. Wizerunek miasta ucierpiał także po zastrzeleniu w kwietniu 1996 roku 17 greckich turystów, po podłożeniu bomby we wrześniu 1997 roku pod niemiecki autokar; w kwietniu 2005 roku, gdy zamachowiec-samobójca zabił na targowisku Chan al-Chalili dwóch Francuzów i Amerykanina oraz w lutym 2009 roku, kiedy na tym targowisku wybuchła bomba zabijając Francuzkę. We wrześniu 2008 roku zginęło ponad 60 osób zamieszkujących slumsy we wschodniej dzielnicy pod górą Mukattam, gdy runęły na nich olbrzymie bloki skalne.
Miasta satelitarne stolicy to te na zachód od Kairu i Nowy Kair (Al-Kahira al-Dżadida) na wschód od stolicy. Powstały one ze względu na duże zapotrzebowanie na mieszkania. Zabudowa Nowego Kairu składa się z kilku kompleksów najwyższej klasy budynków mieszkalnych.
Miasto jest pełne kontrastów; od bogatych dzielnic mieszkaniowych, dzielnic biznesowych, poprzez zabytkowe dzielnice islamskie i koptyjskie, dzielnice handlowe do dzielnic biedoty, których jest w aglomeracji ponad 170.
Codziennie do pracy w stolicy dojeżdża ponad 2 miliony mieszkańców Delty Nilu.

## Gospodarka

### Przemysł
Kair to główny ośrodek handlowo-finansowy i przemysłowy Egiptu. Rozwinęły się tu takie gałęzie przemysłu jak:
- spożywczy,
- włókienniczy,
- metalowy,
- chemiczny,
- elektrotechniczny,
- środków transportu,
- skórzany,
- odzieżowy,
- meblarski,
- poligraficzny

Jest to także wielki ośrodek rzemiosła artystycznego (głównie złotnictwo, wyroby z metalu i safianu, tkactwo, snycerstwo).

### Handel
Najbardziej handlowym rejonem jest bazar Chan al-Chalili. Jest to zlepek targowisk, na których handluje się złotem, srebrem, biżuterią, pamiątkami, ubraniami i wyrobami rzemiosła artystycznego.

## Transport

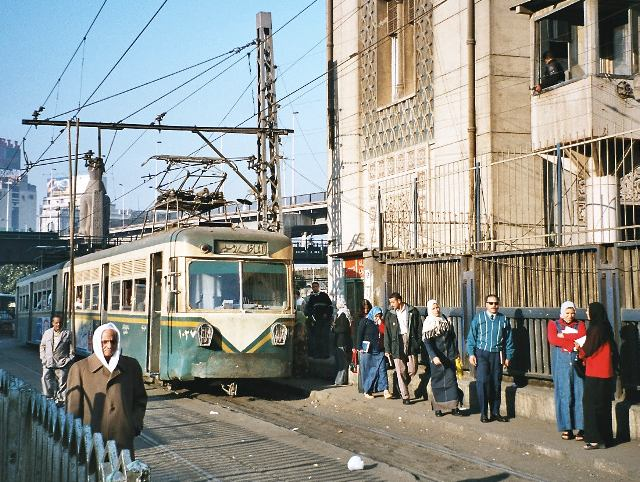
Tramwaj na przedmieściach (w dzielnicy Heliopolis (Ajn asz-Szams))

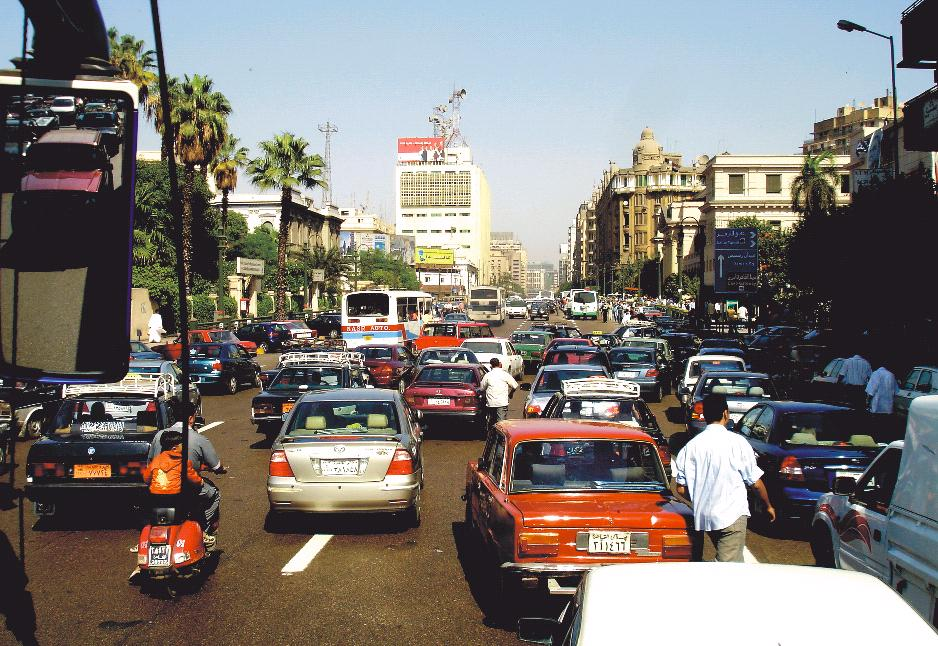
Drogi w Kairze

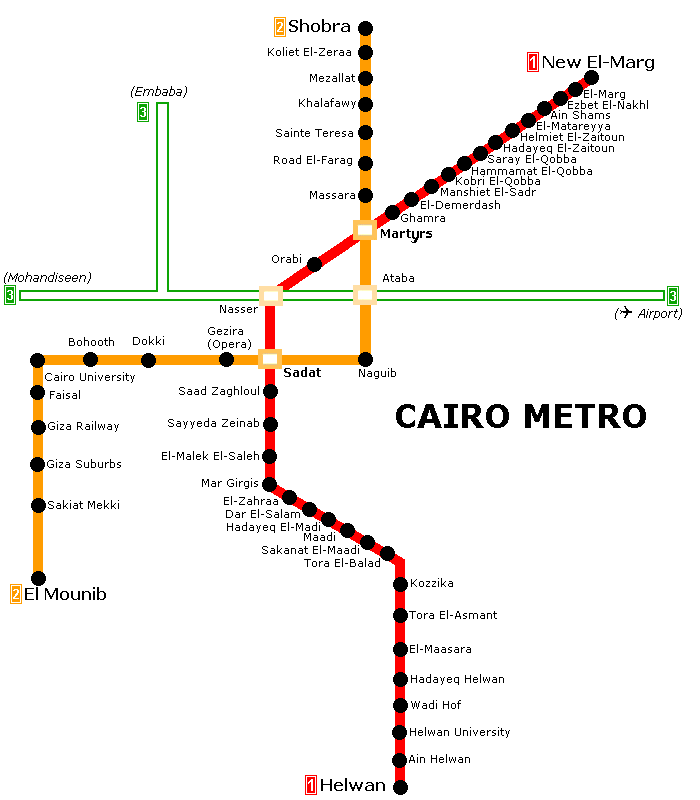
Mapa sieci kairskiego metra

### Kolej
Kair to największy węzeł kolejowy kraju. Łączy trzy linie kolejowe Egiptu – linię do górnego Egiptu (Luksor, Asuan), linię w kierunku delty Nilu i biegnącą dalej wybrzeżem śródziemnomorskim (Aleksandria do Marsa Matruh) oraz linię biegnącą na wybrzeże Morza Czerwonego i dalej równolegle do Kanału Sueskiego na północ (Suez i Ismailia). Główną stacją kolejową jest Ramses Station, ale pociągi jadące z Suezu kończą trasę na bardziej peryferyjnym dworcu, który jest połączony linią metra z centrum.

### Drogi
Kairskie drogi należą do najniebezpieczniejszych na świecie. W ciągu 40 lat niebezpieczeństwo na drogach osiągnęło poziom równy europejskiej średniej i 2 razy wyższy od państw Bliskiego Wschodu. Główną przyczyną wypadków jest wielki tłok na drogach. W centrum aglomeracji znajduje się największy plac, a zarazem rondo – Midan Tahrir.

### Metro
Kairskie metro jest jedynym obok algierskiego w Afryce. Długość sieci wynosi 62 km i ma zostać rozbudowana. Metro zasilane jest (w przeciwieństwie do większości systemów europejskich) z napowietrznej sieci trakcyjnej, i w rejonach poza ścisłym centrum jest poprowadzone po powierzchni. Obecnie działają w Kairze dwie linie metra – zielona i czerwona (na rysunku żółta i czerwona). Obsługuje obszar aglomeracji kairskiej zamieszkany przez ponad 20 milionów mieszkańców. Czysty i najtańszy środek komunikacji miejskiej (cena biletu – od 8 do 20 funtów egipskich, w zależności od trasy). Niektóre wagony metra (opisane znakiem kobieta i arabskim napisem) przeznaczone są wyłącznie dla kobiet. Charakterystyczny jest ruch lewostronny pociągów metra.

### Tramwaje
Pierwsza linia tramwajowa w Kairze została ukończona w 1898 roku. Linia ta ciągnęła się z północy na południe.
Większość linii tramwajowych została jednak rozebrana. Obecnie kursują one jedynie po przedmieściach (w Heliopolis).

## Kultura
Park Al-Azhar
Park został otwarty w maju 2005 roku. Sąsiaduje on z dzielnicą Darb al-Ahmar. Park został stworzony przy wsparciu programu na rzecz miast historycznych (Historic Cities Support Programme) Agha Khan Trust for Culture i był darem dla Kairu od Aga Khana.
W okresie rozbudowy parku odkryto i następnie odnowiono część dwunastowiecznego muru, powstałego za czasów dynastii Ajjubidów, którego budowę zainicjował Saladyn w celu obrony przed krucjatami. Odkrycie to zachęciło do dodatkowych badań w pobliskiej historycznej osadzie Darb al-Ahmar i przeistoczyło się w duży projekt obejmujący restaurację kilku meczetów, miejsc i historycznych domów. W ramach programu na rzecz miast historycznych także utworzono programy socjalne i ekonomiczne w celu zapewnienia szerokiego spektrum usług lokalnym mieszkańcom.

## Sport

### Kluby
- Al-Ahly Kair
- Zamalek Sporting Club

### Stadiony
- Stadion Arab Contractors
- Stadion Akademii Wojskowej w Kairze
- Cairo International Stadium
- Stadion Sekka El Hadeed
- Stadion Mokhtar El-Tetsh
- Stadion Al Zamalek

## Znane budowle
- Wieża Kairska
- ruiny twierdzy rzymskiej
- grobowce Mameluków
- Nilometr(inne języki) na wyspie Roda(inne języki)
- meczet Ahmada Ibn Tuluna
- meczet Al-Azhar
- meczet Muhammada Alego (meczet Alabastrowy)
- cytadela Kairska

## Religia
Największą społecznością w mieście są muzułmanie, w zdecydowanej większości są to sunnici. Większość meczetów znajduje się w dzielnicy Kairu muzułmańskiego, znajdują się tu szkoły, uniwersytety i instytuty tej religii.
Koptyjska część miasta przypomina o tysiącletnim okresie pomiędzy władzą faraonów a muzułmanów. Koptowie w zdecydowanej większości są obrządku ortodoksyjnego, nieliczni w obrządku prawosławnym (tradycja grecka, Patriarchat Aleksandrii) i niewielka grupa w obrządkach katolickim i ewangelickim.
Poza tym istnieją tu inni wyznawcy chrześcijaństwa: prawosławni (z wieloma odłamami), maronici, katolicy (głównie wyznania koptyjskiego, mniejsze ilości wiernych obrządków ormiańskiego, syryjskiego, a także rzymsko-, i greckokatolickiego), anglikanie (Episkopalny Kościół w Jerozolimie i na Bliskim Wschodzie), baptyści, zielonoświątkowcy (Zbory Boże, Zielonoświątkowy Kościół Boży, Zielonoświątkowy Kościół Uświęceniowy, Kościół Boży Proroctwa), protestanci (Koptyjski Kościół Ewangelicki, Wolny Kościół Metodystyczny), Świadkowie Jehowy, Chrześcijańscy Bracia, Kościół Adwentystów Dnia Siódmego i innych mniejszych grup. Niektóre tylko grupy tych chrześcijańskich wyznań i Kościołów mają swoje obiekty sakralne, inne organizują nabożeństwa w prywatnych domach.
Niegdyś wielka tutejsza społeczność żydowska to obecnie niewielka grupa ok. 100 osób w podeszłym wieku, zamieszkująca dzielnice Stary Kair z jedną synagogą – Synagoga Ben Ezry w Kairze.

## Znane osoby związane z Kairem
- Abdelaziz Tawfik
- Amr Musa
- Butrus Butrus Ghali
- Dalida
- Essam El-Sayed
- Husni Mubarak
- Mido
- Muhammad el-Baradei
- Nadżib Mahfuz
- Amjed Tanutoun
- Taco Hemingway

## Miasta partnerskie
- Ateny, Grecja
- Chartum, Sudan
- Stuttgart, Niemcy
- Stambuł, Turcja
- Nowy Jork, Stany Zjednoczone
- Pekin, Chiny
- Buenos Aires, Argentyna
- Dżudda, Arabia Saudyjska
- Rzym, Włochy
- São Paulo, Brazylia
- Algier, Algieria
- Toronto, Kanada
- Bagdad, Irak
- Moskwa, Rosja
- Paryż, Francja
- Londyn, Wielka Brytania
- Lizbona, Portugalia
- Tokio, Japonia
- Praga, Czechy